# Centro de Liderazgo y Desarrollo Humano
El Centro de Liderazgo y Desarrollo Humano (CELIDERH) es una organización no gubernamental mexicana, cuya sede se localiza en el estado de Chihuahua. Realiza cursos, talleres y actividades para jóvenes, cuyo propósito es el de «formar líderes juveniles para contribuir al desarrollo de México».
Según el diario nacional El Universal, el Celiderh recibe financiamiento de la Confederación Patronal de la República Mexicana (Coparmex), y Luis Enrique Terrazas Seyffert, presidente de la Coparmex en Chihuahua, ha fungido también como presidente del Celiderh.

## Polémica
Poco conocida en el resto del país, sus acciones alcanzaron protagonismo nacional en 2006, cuando costeó mensajes televisivos en contra del candidato de la Alianza por el Bien de Todos, Andrés Manuel López Obrador. En sus mensajes, recrudecidos hacia el final de la campaña electoral, se difundía una imagen negativa del presidente venezolano Hugo Chávez (personaje que el Partido Acción Nacional (PAN) intentó vincular repetidamente con López Obrador en su propaganda) y situaciones violentas en el país sudamericano. Al final de los largos mensajes, se llamaba a rechazar la violencia mediante el voto, y aparecía muy brevemente el logotipo de la institución. Fueron la revista Proceso y el diario El Universal quienes investigaron el origen de los mensajes.
Sus mensajes, junto con los del Consejo Coordinador Empresarial y el empresario farmacéutico Víctor González Torres fueron criticados por la Alianza, al considerarlos ilegales, puesto que las leyes electorales mexicanas restringen la propaganda política a los partidos políticos.
En el conflicto poselectoral, antes de definirse el presidente electo por el Tribunal Electoral del Poder Judicial de la Federación, nuevamente demostró su capacidad económica y publicitaria, al criticar a López Obrador por su plantón en el Paseo de la Reforma. El jefe de gobierno de la Ciudad de México, Alejandro Encinas, etiquetó a la organización como de extrema derecha.
El 30 de noviembre de 2006 emprendió una nueva y fuerte ofensiva mediática, esta vez contra el Partido de la Revolución Democrática (PRD), responsabilizando a ese partido del enfrentamiento con el PAN en la Cámara de Diputados, en la víspera de la toma de posesión del presidente electo Felipe Calderón Hinojosa. El mensaje acusa al PRD de perjudicar a México, ya que este partido no reconoce como presidente legítimo a Calderón. La fracción legislativa del PRD anunció el mismo día su intención de demandar a la organización.